# Primeiro-ministro da República Democrática do Congo
O Primeiro-ministro da República Democrática do Congo (francês: Premier-ministre de la démocratique République du Congo, suaíli: Waziri Mkuu wa Jamhuri ya Kidemokrasia ya Kongo, lingala: Minisele ya Yambo wa Republiki ya Kɔngɔ Demokratiki), é o chefe de governo da República Democrática do Congo.

## História
A posição do primeiro-ministro já estava presente no primeiro governo após a independência da República Democrática do Congo, com o primeiro e muito popular primeiro-ministro Patrice Lumumba. Ao longo dos anos a posição de competências e atribuições têm variado bastante, e havia longos períodos de tempo, como sob o governo de Mobutu Sese Seko, e no período após a Primeira Guerra do Congo, quando a posição foi abolida em 1966. A posição foi restaurada pelo próprio Mobutu em 1977, como o título de "Primeiro Comissário de Estado" que, na realidade, foi fraca em comparação com a existência do primeiro-ministro, antes da guerra, e foi ocupada por vários indivíduos que foram nomeados por Mobutu. O cargo ficou vago com a saída de Mobutu em 1997.
Além de o governo de Lumumba, foram conhecidas várias figuras poderosas na posição de primeiro-ministro, como Moise Tshombe que já havia liderado uma secessão de sua província de Catanga, e Étienne Tshisekedi, o adversário de longa data do regime de Mobutu, que foi trazido a esta posição por três vezes, por pressão do povo.
A posição ressurgiu como uma instituição da Terceira Constituição da República, e Antoine Gizenga foi apontado como o primeiro Primeiro-Ministro da Terceira República, em 30 de dezembro de 2006. Gizenga, um dos poucos políticos ainda vivos oriundos do passado colonial foi vice-primeiro-ministro de Lumumba.

## Descrição
O Primeiro-Ministro é nomeado pelo Presidente, e deve ser do partido ou grupo político que tem a maioria na Assembleia Nacional. A Constituição de 2006 não prevê ou esboça expressamente qualquer obrigação direta para esta posição.
O primeiro-ministro tem um papel secundário no Poder Executivo, principalmente quando este é do mesmo partido do presidente. No entanto, quando existe coabitação (ou seja, quando o presidente é de um partido, enquanto outro partido controla a Assembleia Nacional) a importância do Primeiro-Ministro fica bastante acrescida, porque o presidente tem pouco poder a ser exercido apenas por si mesmo.